# Делонгерсон
Делонгерсон   (швед. Delångersån) — річка в середній Швеції, у лені Євлеборг. Довжина річки становить 32 км,  площа басейну  — 2007,7 км²  (2010 км² ). 
На річці побудовано 2 малих ГЕС з загальною встановленою потужністю 1,3 МВт й з загальним середнім річним виробництвом 6,5 млн кВт·год. Крім того, на річці Своган, що розташована у верхів'ях Делонгерсон, побудовано 1 малу ГЕС з встановленою потужністю 0,2 МВт й з середнім річним виробництвом 0,7 млн кВт·год. 